# Everything Everything (roman)
Everything Everything est un roman américain de Nicola Yoon, publié en 2015, au États-Unis. C'est un livre destiné aux adolescents qui a été édité en France par Bayard Jeunesse, puis réédité par Le Livre de poche.
Il a fait l'objet d'une adaptation cinématographique, du même nom, sortie en 2017 et réalisée par Stella Meghie.

## Synopsis
Maddy fête ses dix-huit, et elle n'est jamais sortie de chez elle. En effet, elle est atteinte d'une maladie nommée déficit immunitaire combiné sévère, qui l'oblige à rester chez elle 24h/24 et à être constamment surveillée soit par sa mère, soit par son infirmière Carla.
Depuis son diagnostic, sa mère a fait de son mieux, pour aménager la maison afin que sa fille se sente comme si elle était dehors, mais sans vraiment l'être.
Maddy est une jeune fille très rêveuse, qui adore lire, mais qui au plus profond d'elle rêverait d'être comme les autres, avoir une vie sociale, des amis autres que son infirmière, aller à l'école, mais surtout voir la mer de ses propres yeux.
Alors quand Olly, son nouveau voisin, emménage, sa vie prend un tournant qu'elle n'aurait pu imaginer avant. Elle va commencer à sympathiser avec lui, et au final, tomber amoureuse de lui. Malgré cette relation qui leur est dite impossible, et les obstacles dressés sur leur route, ils ne vont pas baisser les bras.

## Réception critique
La critique de The New York Times apprécie « des personnages originaux, pragmatiques et gentiment romantiques, et un style narratif anticonformiste ».
La critique de The Guardian résume : « de la couverture à l'intrigue et aux personnages, tout est vraiment captivant », le roman « est plein d'espoir et en dit beaucoup sur les jeunes ».
Pour Kirkus Reviews, « ce roman qui réchauffe le cœur transcende l'ordinaire en explorant les espoirs, les rêves et les risques associés à l'amour sous toutes ses formes ».

## Adaptation au cinema
En 2017, une réalisatrice américaine, Stella Meghie reprend l'histoire pour l'adapter au cinéma : Everything, Everything (film),.